# Black and Yellow
"Black and Yellow" là bài hát của rapper người Mỹ Wiz Khalifa từ album phòng thu thứ ba của anh, Rolling Papers. Nó đã được phát hành làm đĩa đơn mở đầu cho album ngày 14 tháng 9 năm 2010. Bài hát được sáng tác bởi Wiz Khalifa và đội sản xuất Stargate, và được sản xuất bởi Stargate. Nhan đề bài hát nhắc đến các màu sắc vàng và đen của thành phố Pittsburgh, Pennsylvania. Bài hát cũng nổi tiếng bởi nhiều bản làm lại và remix. "Black and Yellow" đã đạt vị trí quán quân trên Billboard Hot 100, trở thành đĩa đơn quán quân đầu tiên của Wiz Khalifa tại Mỹ.

## Thành tích xếp hạng
Ngày 13 tháng 11 năm 2010, "Black and Yellow" bắt đầu xuất hiện trên bảng xếp hạng Billboard Hot 100 ở vị trí thứ thứ 43. Đến tuần thứ 15 ngày 19 tháng 2 năm 2011, nó đã leo lên vị trí số 1, tiêu thụ 198.000 bản tải về trong tuần đó. Kể từ khi phát hành đến nay, "Black and Yellow" đã tiêu thụ được hơn 3.000.000 bản tải về.

## Video âm nhạc
Video âm nhạc do Bill Paladino đạo diễn, được quay ở Pittsburgh và chiếu các công trình, cảnh quan nổi tiếng ở thành phố.

## Phối khí
Bản remix chính thức, "Black & Yellow (G-Mix)" với sự góp giọng của Snoop Dogg, Juicy J và T-Pain của Three 6 Mafia. Wiz Khalifa cũng có một phiên bản với lời khác. Bài hát bị rò rỉ vào ngày 12 tháng 12 năm 2010, nhưng phiên bản chính thức được phát hành vào ngày 16 tháng 12. Một video cho phiên bản remix này được phát hành vào ngày 8 tháng 1 năm 2011. Một đoạn nhỏ mà T-Pain hợp tác trong bản remix sau cùng được phát hành cùng bản remix chính thức.

## Danh sách ca khúc
- Tải kĩ thuật số[6]

1. "Black and Yellow" (Bản thô album) – 3:36
2. "Black and Yellow" (G-Mix) (hợp tác với Juicy J, Snoop Dogg và T-Pain) – 4:35

## Bản hát lại
Nhiều bản hát lại (cover) đã được thực hiện, một số bản nổi bật bao gồm:
- "White and Purple" của Chet Haze, con trai diễn viên Tom Hanks, nói về Northwestern University.[1][3]
- "Black and Yellow" của Crooked I.[7]
- "Black and Yellow" của Donnis.[7]
- "White and Navy" của Fabolous nói về New York và New York Yankees.[1]
- "Purp and Yellow" của Game, Snoop Dogg, và YG.[1]
- "Black & Red" của Jermaine Dupri nói về Atlanta Falcons.[8]
- "Green and Yellow" của Lil Wayne, nói về Green Bay Packers ở Super Bowl XLV.[1][9]
- "Black & Yellow" của Tyga.[7][8]
- "Black and Guido" của Vinny Guadagnino trong Jersey Shore.[3]
- "Black and Yellow (Mike Tomlin)" của Wale.[7]

## Danh sách thực hiện
- Viết lời – Cameron Thomaz, Mikkel S. Eriksen, Tor Erik Hermansen
- Sản xuất – Stargate
- Ghi âm – Mikkel S. Eriksen, Miles Walker
- Phối âm – Phil Tan
- Additional and assistant engineering – Damien Lewis
- Nhạc cụ – Mikkel S. Eriksen, Tor Erik Hermansen

Nguồn:

## Bảng xếp hạng và chứng nhận doanh số
| Bảng xếp hạng (2010–11)                  | Vị trí cao nhất |
| ---------------------------------------- | --------------- |
| Úc (ARIA)                                | 24              |
| Australia (ARIA Urban Singles)           | 9               |
| Áo (Ö3 Austria Top 40)                   | 44              |
| Bỉ (Ultratip Flanders)                   | 2               |
| Bỉ (Ultratop 50 Wallonia)                | 46              |
| Canada (Canadian Hot 100)                | 7               |
| Cộng hòa Séc (Rádio Top 100)             | 35              |
| Đan Mạch (Tracklisten)                   | 12              |
| Phần Lan (Suomen virallinen lista)       | 2               |
| Pháp (SNEP)                              | 38              |
| Đức (GfK)                                | 31              |
| German Airplay Chart                     | 91              |
| Ireland (IRMA)                           | 14              |
| Hà Lan (Single Top 100)                  | 44              |
| New Zealand (RIANZ)                      | 21              |
| Slovakia (Rádio Top 100)                 | 26              |
| Thụy Điển (Sverigetopplistan)            | 28              |
| Thụy Sĩ (Schweizer Hitparade)            | 44              |
| Anh Quốc R&B (OCC)                       | 2               |
| Anh Quốc (OCC)                           | 5               |
| Hoa Kỳ Billboard Hot 100                 | 1               |
| Hoa Kỳ Hot R&B/Hip-Hop Songs (Billboard) | 6               |
| Hoa Kỳ Pop Airplay (Billboard)           | 18              |
| Hoa Kỳ Hot Rap Songs (Billboard)         | 1               |

| Bảng xếp hạng (2011) | Vị trí |
| -------------------- | ------ |
| Mỹ Billboard Hot 100 | 31     |

| Quốc gia | Chứng nhận (Theo doanh số) |
| -------- | -------------------------- |
| Úc       | Bạch kim                   |
| Canada   | 2× Bạch kim                |
| Hoa Kỳ   | 3× Bạch kim                |